# Campionato italiano di Formula 3 1988
Il Campionato italiano di Formula 3 1988 fu corso su 12 gran premi e fu il ventiquattresimo della serie. Fu vinto da Emanuele Naspetti della scuderia Forti Corse su Dallara F388-Alfa Romeo.

## La pre-stagione

### Calendario
| Gara | Gran Premio                                | Circuito                                              | Giri | Lunghezza          | Data         |
| ---- | ------------------------------------------ | ----------------------------------------------------- | ---- | ------------------ | ------------ |
| 1    | Gran Premio Campidoglio                    | Autodromo Vallelunga, Campagnano di Roma              | 37   | 37x3,200=118,4 km  | 27 marzo     |
| 2    |                                            | Autodromo di Magione, Magione                         | 61   | 61x1,650=100,65 km | 17 aprile    |
| 3    |                                            | Circuito Internazionale Santamonica, Misano Adriatico | 35   | 35x3,488=122,08 km | 23 aprile    |
| 4    |                                            | Autodromo Riccardo Paletti, Varano de' Melegari       | 56   | 56x1,800=100,80 km | 8 maggio     |
| 5    |                                            | Autodromo Internazionale del Mugello, Scarperia       | 24   | 24x5,245=125,88 km | 12 giugno    |
| 6    | Gran Premio Lotteria                       | Autodromo Nazionale, Monza                            | 16   | 16x5,800=92,80 km  | 26 maggio    |
| 7    | Gran Premio di Enna                        | Autodromo di Pergusa, Enna                            | 25   | 25x4,150=123,75 km | 10 luglio    |
| 8    | Gran Premio dell'Adriatico Trofeo Emiliani | Circuito Internazionale Santamonica, Misano Adriatico | 35   | 35x3,488=122,08 km | 7 agosto     |
| 9    | Premio Monza                               | Autodromo Nazionale, Monza                            | 20   | 20x5,800=116 km    | 4 settembre  |
| 10   |                                            | Autodromo Internazionale del Mugello, Scarperia       | 24   | 24x5,245=125,68 km | 18 settembre |
| 11   | Trofeo Ignazio Giunti                      | Autodromo Vallelunga, Campagnano di Roma              | 38   | 38x3,200=121,60 km | 9 ottobre    |
| 12   | Trofeo Paolo Moruzzi                       | Autodromo Dino Ferrari, Imola                         | 24   | 24x5,245=120,96 km | 22 ottobre   |

- Tutte le gare sono disputate in Italia.

## Piloti e team
| Team                                     | Telaio                                          | Nr.   | Pilota                 | Gare             |
| ---------------------------------------- | ----------------------------------------------- | ----- | ---------------------- | ---------------- |
| Forti Corse                              | Dallara F388- Alfa Romeo                        | 1     | Gianni Morbidelli      | Tutte            |
| Forti Corse                              | Dallara F388- Alfa Romeo                        | 24    | Emanuele Naspetti      | Tutte            |
| Forti Corse                              | Dallara F388- Alfa Romeo                        | 48    | Amato Ferrari          | Tutte            |
| Euroracing Junior Team                   | Dallara F388- Alfa Romeo                        | 2     | Roberto Colciago       | Tutte            |
| Coperchini Corse                         | Dallara F388-Alfa Romeo                         | 3     | Mauro Martini          | Tutte            |
| Coperchini Corse                         | Dallara F388-Alfa Romeo                         | 32    | Alex Zanardi           | 1, 3-12          |
| Euroteam Marlboro                        | Reynard 883- Alfa Romeo                         | 4     | Alberto Apicella       | Tutte            |
| Euroteam Marlboro                        | Reynard 883- Alfa Romeo                         | 33    | Giuseppe Bugatti       | 1-7, 9-12        |
| Piemme Motors                            | Reynard 883-Alfa Romeo Reynard 883-Volkswagen   | 5     | Gianfranco Tacchino    | Tutte            |
| Piemme Motors                            | Reynard 883-Alfa Romeo Reynard 883-Volkswagen   | 34    | Marco Tarello          | 1, 2-7, 10-12    |
| Piemme Motors                            | Reynard 883-Alfa Romeo Reynard 883-Volkswagen   |       | Joachim Winkelhock     | 8                |
| Automotor                                | Ralt RT32-Volkswagen                            | 6     | Andrea Montermini      | 1, 3-12          |
| Automotor                                | Ralt RT32-Volkswagen                            | 25/35 | Marco Saccutelli       | 1-3, 5-11        |
| Automotor                                | Ralt RT32-Volkswagen                            | 93    | Roberto Gentilini      | 11-12            |
| Venturini Racing                         | Dallara F388-Alfa Romeo                         | 7     | Antonio Tamburini      | Tutte            |
| Venturini Racing                         | Dallara F388-Alfa Romeo                         | 36    | Stefano Buttiero       | Tutte            |
| Ravarotto Racing                         | Dallara F388- Alfa Romeo                        | 8     | Rinaldo Capello        | Tutte            |
| Ravarotto Racing                         | Dallara F388- Alfa Romeo                        | 37    | Luca Canni Ferrari     | 1-2, 4-7, 9-12   |
| Astofer Corse                            | Dallara F388- Alfa Romeo                        | 9     | Gimax Jr.              | Tutte            |
| Astofer Corse                            | Dallara F388- Alfa Romeo                        | 38    | Fabiano Vandone        | 1, 3-12          |
| Astofer Corse                            | Dallara F388- Alfa Romeo                        |       | Gimax                  | 8                |
| Trivellato Racing                        | Dallara F388- Alfa Romeo                        | 11/12 | Gianbattista Busi      | 2-3, 5-12        |
| Trivellato Racing                        | Dallara F388- Alfa Romeo                        | 46    | Felice Tedeschi        | 3-12             |
| MC Motorsports                           | Dallara F388-Alfa Romeo                         | 12/25 | Paolo delle Piane      | 1-6, 8-10        |
| MC Motorsports                           | Dallara F388-Alfa Romeo                         | 43    | Luca Bianchi           | 2-12             |
| Prema Racing                             | Reynard 833-Alfa Romeo                          | 14    | Cesare Carabelli       | 1-3              |
| Prema Racing                             | Reynard 833-Alfa Romeo                          | 39    | Fabrizio Giovanardi    | Tutte            |
| Riccardo Romagnoli                       | Ralt RT30- Volkswagen                           | 15    | Riccardo Romagnoli     | 1                |
| BVN                                      | Ralt RT31- Volkswagen                           | 16    | Walter Meloni          | 1, 3-6, 8, 10    |
| BVN                                      | Ralt RT31- Volkswagen                           | 45    | Marinella Meloni       | 1, 3-6, 8, 10    |
| Cevenini                                 | Dallara F387- Alfa Romeo                        | 18    | Vittorio Zoboli        | Tutte            |
| Cevenini                                 | Dallara F387- Alfa Romeo                        | 47    | Claudio Perella        | 1, 3, 5-6, 8-11  |
| Pollini Racing                           | Ralt RT32-Alfa Romeo                            | 19    | Giovanni Bonanno       | 1, 3, 5-6, 10-12 |
| Vismara Corse                            | Dallara F387-Alfa Romeo Dallara F388-Alfa Romeo | 21    | Domenico Schiattarella | Tutte            |
| Famà Racing                              | Reynard 873- Volkswagen                         | 22    | Nino Famà              | 1                |
| Draco Racing                             | Ralt RT32- Volkswagen                           | 22    | Nino Famà              | 2-3, 5-12        |
| Draco Racing                             | Ralt RT32- Volkswagen                           | 23    | Nahoiro Furuya         | 3, 6-11          |
| Draco Racing                             | Ralt RT32- Volkswagen                           | 42    | Luca Meggiorelli       | 2-3, 5-6, 10-11  |
| Draco Racing                             | Ralt RT32- Volkswagen                           | 53    | Enrico de Benedetti    | 6                |
| Benecchi Racing                          | Dallara F388- Alfa Romeo                        | 25    | Rosario Parasaliti     | 2-3, 5-11        |
| Assosport                                | Ralt RT32- Alfa Romeo                           | 26    | Antonio Arienti        | 1-3, 5-6, 10     |
| EC Racing                                | Reynard873-Alfa Romeo Reynard 883-Alfa Romeo    | 27/68 | Enrico Catella         | 1, 7             |
| EC Racing                                | Reynard873-Alfa Romeo Reynard 883-Alfa Romeo    | 44    | Eugenio Visco          | 2-12             |
| Severino Nardozzi                        | Reynard 873 Alfa Romeo                          | 28    | Severino Nardozzi      | 1, 3, 5-6, 11    |
| Michele Minutolo                         | Dallara F388-Alfa Romeo                         | 31    | Michele Minutolo       | 2, 5-7, 9-10, 12 |
| Salerno Corse                            | Ralt- Volkswagen                                | 31    | Michele Minutolo       | 3                |
| Giovanni Fossati                         | Dallara F385- Alfa Romeo                        | 56    | Giovanni Fossati       | 6                |
| Mario Piana                              | Dallara- Alfa Romeo                             | 57    | Mario Piana            | 6                |
| Giovanni Aloi                            | Dallara F387- Alfa Romeo                        | 58    | Giovanni Aloi          | 6                |
| Alfredo Merelli                          | Ralt RT30- Alfa Romeo                           | 59    | Alfredo Merelli        | 6                |
| Pierluigi Massa                          | Dallara F385- Alfa Romeo                        | 61    | Pierluigi Massa        | 6                |
| Terropol Promotions                      | Ralt RT31- Volkswagen                           | 62    | Guido Basile           | 6                |
| Alesi Junior Team Team Castrol SA France | Dallara F388- Alfa Romeo                        | 63    | Eric Chéli             | 6                |
| Mario Simone Vullo                       | Dallara F388- Alfa Romeo                        | 66    | Mario Simone Vullo     | 6                |
| Augusto Rossetti                         | Dallara F387- Lancia Dallara F387-Alfa Romeo    | 67    | Augusto Rossetti       | 7, 9-10          |
| Walter Voulaz                            | Ralt RT32- Alfa Romeo                           | 92    | Walter Voulaz          | 8                |
| Giuseppe Stanco                          | Ralt RT30                                       | 95    | Giovanni Aloi          | 11               |
| Gamma 52                                 | Ralt RT30                                       | 96    | Angelo Scifoni         | 11               |
| Hans Peter Kaufmann                      | Dallara F388- Volkswagen                        |       | Hans Peter Kaufmann    | 8                |
| Armando Conti                            | Ralt RT32- Volkswagen                           |       | Armando Conti          | 8                |
| Franco Forini                            | Dallara F388- Volkswagen                        |       | Franco Forini          | 8                |
| Sergio Chionni                           | Dallara F387- Alfa Romeo                        |       | Sergio Chionni         | 8                |
| Cavallucci                               | Ralt RT31- Alfa Romeo                           |       | Ennio Cavallucci       | 8                |
| Prospero                                 | Ralt RT31- Alfa Romeo                           |       | Mauro Prospero         | 8                |
| Ralf Kelleners                           | Dallara F388- Volkswagen                        |       | Ralf Kelleners         | 8                |

## Risultati e classifiche

### Risultati
| Gara | Circuito         | Tempo     | Velocità    | Pole Position       | GPV                 | Vincitore           | Vettura            | Team              |
| ---- | ---------------- | --------- | ----------- | ------------------- | ------------------- | ------------------- | ------------------ | ----------------- |
| 1    | Vallelunga       | 45'42"04  | 155,45 km/h | Mauro Martini       | Fabrizio Giovanardi | Antonio Tamburini   | Dallara-Alfa Romeo | Venturini Racing  |
| 2    | Magione          | 50'32"633 | 119,48 km/h | Mauro Martini       | Eugenio Visco       | Mauro Martini       | Dallara-Alfa Romeo | Coperchini Corse  |
| 3    | Misano Adriatico | 44'17"01  | 165,41 km/h | Mauro Martini       | Mauro Martini       | Mauro Martini       | Dallara-Alfa Romeo | Coperchini Corse  |
| 4    | Varano           | 44'14"19  | 136,72 km/h | Mauro Martini       | Emanuele Naspetti   | Emanuele Naspetti   | Dallara-Alfa Romeo | Forti Corse       |
| 5    | Mugello          | 46'36"70  | 162,04 km/h | Gianni Morbidelli   | Gianni Morbidelli   | Fabrizio Giovanardi | Reynard-Alfa Romeo | Prema Racing      |
| 6    | Monza            | 29'57"35  | 185,87 km/h | Mauro Martini       | Gianni Morbidelli   | Rinaldo Capello     | Dallara-Alfa Romeo | Ravarotto Racing  |
| 7    | Pergusa          | 42'33"79  | 174,45 km/h | Mauro Martini       | Fabrizio Giovanardi | Gianni Morbidelli   | Dallara-Alfa Romeo | Forti Corse       |
| 8    | Misano Adriatico | 44'20"37  | 165,20 km/h | Fabrizio Giovanardi | Mauro Martini       | Emanuele Naspetti   | Dallara-Alfa Romeo | Forti Corse       |
| 9    | Monza            | 37'08"74  | 187,37 km/h | Emanuele Naspetti   | Felice Tedeschi     | Emanuele Naspetti   | Dallara-Alfa Romeo | Forti Corse       |
| 10   | Mugello          | 46'18"019 | 162,87 km/h | Mauro Martini       | Felice Tedeschi     | Antonio Tamburini   | Dallara-Alfa Romeo | Trivellato Racing |
| 11   | Vallelunga       | 46'20"357 | 157,45 km/h | Gianni Morbidelli   | Emanuele Naspetti   | Mauro Martini       | Dallara-Alfa Romeo | Coperchini Corse  |
| 12   | Imola            | 43'15"619 | 167,77 km/h | Antonio Tamburini   | Fabrizio Giovanardi | Fabrizio Giovanardi | Reynard-Alfa Romeo | Prema Racing      |

### Classifica piloti
- I punti vengono assegnati secondo lo schema seguente:

| Sistema di punteggio | Sistema di punteggio | Sistema di punteggio | Sistema di punteggio | Sistema di punteggio | Sistema di punteggio | Sistema di punteggio |
| Posizione            | 1°                   | 2°                   | 3°                   | 4°                   | 5°                   | 6°                   |
| -------------------- | -------------------- | -------------------- | -------------------- | -------------------- | -------------------- | -------------------- |
| Punti                | 9                    | 6                    | 5                    | 3                    | 2                    | 1                    |

| Pos | Pilota                 | CAM | MAG | MIS | VAR | MUG | LOT | ENN | ADR | MON | MUG | GIU | MOR | Punti |
| --- | ---------------------- | --- | --- | --- | --- | --- | --- | --- | --- | --- | --- | --- | --- | ----- |
| 1   | Emanuele Naspetti      | 6   | 2   | 2   | 1   | 6   | 5   | Rit | 1   | 1   | 4   | 15  | 5   | 48    |
| 2   | Mauro Martini          | Rit | 1   | 1   | 2   | 5   | 4   | 2   | 4   | Rit | Rit | 1   | Rit | 47    |
| 3   | Fabrizio Giovanardi    | 3   | Rit | 3   | 13  | 1   | 2   | Rit | 5   | Rit | 2   | 2   | 1   | 46    |
| 4   | Rinaldo Capello        | 2   | Rit | 4   | Rit | 4   | 1   | 4   | Rit | Rit | Rit | 4   | 10  | 27    |
| 5   | Gianni Morbidelli      | Rit | Rit | 5   | 3   | Rit | 15  | 1   | Rit | Rit | 3   | Rit | 2   | 22    |
| 6   | Antonio Tamburini      | 1   | Rit | 6   | Rit | 3   | Rit | Rit | 8   | 3   | 1   | Rit | 3   | 22    |
| 7   | Felice Tedeschi        |     |     | 11  | 9   | Rit | Rit | Rit | 2   | 4   | 10  | SQ  | Rit | 18    |
| 8   | Roberto Colciago       | Rit | 4   | Rit | 12  | 2   | 16  | Rit | 3   | Rit | Rit | 6   | 4   | 17    |
| 9   | Alberto Apicella       | 5   | 6   | Rit | 5   | Rit | 3   | 7   | Rit | 5   | 5   | 7   | Rit | 13    |
| 10  | Eugenio Visco          |     | 7   | 8   | Rit | Rit | Rit | Rit | 6   | 2   | 6   | 3   | 7   | 12    |
| 11  | Gianfranco Tacchino    | 4   | Rit | 7   | 4   | Rit | Rit | 6   | Rit | 6   | 9   | Rit | 11  | 8     |
| 12  | Gimax Jr.              | 7   | 3   | Rit | 6   | Rit | 7   | 8   | Rit | Rit | 16  | Rit | 12  | 5     |
| 13  | Nino Famà              | 10  | 8   | 10  |     | 9   | Rit | 3   | NQ  | 8   | Rit | Rit | Rit | 4     |
| 14  | Vittorio Zoboli        | 9   | NQ  | Rit | 8   | NQ  | NQ  | 5   | NQ  | Rit | 18  | NQ  | 6   | 3     |
| 15  | Domenico Schiattarella | 14  | 5   | Rit | 7   | Rit | 8   | Rit | 15  | NQ  | 7   | NQ  | Rit | 2     |
| 16  | Alex Zanardi           | 13  | NP  | 14  | NQ  | Rit | 12  | Rit | Rit | Rit | 12  | 5   | NP  | 2     |
| 17  | Cesare Carabelli       | Rit | Rit | Rit | Rit | Rit | 6   | Rit | Rit | 11  |     | Rit | NP  | 1     |
| 18  | Luca Canni Ferrari     | 11  | Rit | Rit |     | 7   | Rit | Rit |     | 7   | Rit | 8   | 15  | 0     |
| 19  | Hans Peter Kaufmann    |     |     |     |     |     |     |     | 7   |     |     |     |     | 0     |
| 20  | Amato Ferrari          | Rit | NQ  | 13  | Rit | 8   | 9   | 12  | 9   | Rit | 8   | 10  | 9   | 0     |
| 21  | Andrea Montermini      | Rit |     | Rit | 10  | Rit | NA  | 10  | 10  | 10  | 11  | Rit | 8   | 0     |
| 22  | Giovanni Bonanno       | 8   |     | Rit |     | NA  | NA  |     |     |     | NA  | Rit | 18  | 0     |
| 23  | Luca Maggiorelli       | NA  | 9   | NA  |     | NA  | 10  |     |     |     | 14  | NA  |     | 0     |
| 24  | Luca Bianchi           | NQ  | NQ  | NQ  | NQ  | 10  | NP  | Rit | 11  | Rit | 13  | 9   | Rit | 0     |
| 25  | Paolo delle Piane      | 11  | NQ  | 9   | Rit | Rit | NA  |     | 12  | Rit | Rit |     |     | 0     |
| 26  | Stefano Buttiero       | Rit | Rit | Rit | NQ  | 14  | 11  | 11  | NQ  | 9   | Rit | 11  | 13  | 0     |
| 27  | Marco Saccutelli       | 15  | NQ  | NQ  |     | 11  | NQ  | 9   | NQ  | NA  | NA  | NA  |     | 0     |
| 28  | Giuseppe Bugatti       | NQ  | 10  | NQ  | Rit | 13  | NQ  | Rit |     | Rit | 21  | Rit | Rit | 0     |
| 29  | Marco Tarello          | Rit |     | Rit | 11  | Rit | NQ  | NQ  |     |     | NA  | 13  | 16  | 0     |
| 30  | Fabiano Vandone        | 17† | NQ  | 12  | NQ  | 16  | NP  | NQ  | Rit | Rit | 15  | NQ  | 14  | 0     |
| 31  | Nahoiro Furuya         | SQ  |     | NQ  |     |     | 14  | Rit | NQ  | NQ  | 19  | 12  |     | 0     |
| 32  | Rosario Parasaliti     | NQ  | NQ  | NQ  |     | 12  | NQ  | Rit | NQ  | NQ  | NA  | NA  |     | 0     |
| 33  | Gianbattista Busi      | SQ  | NQ  | NQ  |     | NA  | Rit | Rit | 13  | Rit | 17  | 14  | NP  | 0     |
| 34  | Walter Meloni          | NQ  |     | NQ  | NQ  | NQ  | 13  |     | NQ  |     | NA  |     |     | 0     |
| 35  | Armando Conti          |     |     |     |     |     |     |     | 14  |     |     |     |     | 0     |
| 36  | Antonio Arienti        | 16  | NQ  | NQ  |     | 15  | NQ  |     |     |     | NA  |     |     | 0     |
| 37  | Michele Minutolo       |     | NQ  | NA  |     | NA  | Rit | Rit |     | NA  | NP  |     | 17  | 0     |
| 38  | Roberto Gentilini      |     |     |     |     |     |     |     |     |     |     | 20  | NA  | 0     |
|     | Joachim Winkelhock     |     |     |     |     |     |     |     | Rit |     |     |     |     | -     |
|     | Franco Forini          |     |     |     |     |     |     |     | Rit |     |     |     |     | -     |
|     | Walter Voulaz          |     |     |     |     |     |     |     |     | Rit |     |     |     | -     |
|     | Claudio Perella        | NQ  |     | NQ  |     | NA  | NA  |     | NQ  | NQ  | NP  | NQ  |     | -     |
|     | Giovanni Aloi          |     |     |     |     |     | NP  |     |     |     |     |     |     | -     |
|     | Marinella Meloni       | NQ  |     | NQ  | NQ  | NQ  | NQ  |     | NQ  |     | NA  |     |     | -     |
|     | Severino Nardozzi      | NQ  |     | NQ  |     | NQ  | NQ  |     |     |     |     | NQ  |     | -     |
|     | Augusto Rossetti       |     |     |     |     |     |     | NQ  | NQ  | NQ  | NA  |     |     | -     |
|     | Ernesto Catella        | NQ  |     |     |     |     |     | NQ  |     |     |     |     |     | -     |
|     | Riccardo Romagnoli     | NQ  |     |     |     |     |     |     |     |     |     |     |     | -     |
|     | Enrico de Benedetti    |     |     |     |     |     | NQ  |     |     |     |     |     |     | -     |
|     | Guido Basile           |     |     |     |     |     | NQ  |     |     |     |     |     |     | -     |
|     | Alfredo Merelli        |     |     |     |     |     | NQ  |     |     |     |     |     |     | -     |
|     | Gimax                  |     |     |     |     |     |     |     | NQ  |     |     |     |     | -     |
|     | Sergio Chionni         |     |     |     |     |     |     |     | NQ  |     |     |     |     | -     |
|     | Ennio Cavalucci        |     |     |     |     |     |     |     | NQ  |     |     |     |     | -     |
|     | Mauro Prospero         |     |     |     |     |     |     |     | NQ  |     |     |     |     | -     |
|     | Ralf Kelleners         |     |     |     |     |     |     |     | NQ  |     |     |     |     | -     |
|     | Giuseppe Stanco        |     |     |     |     |     |     |     |     |     |     | NQ  |     | -     |
|     | Eric Chéli             |     |     |     |     |     | NA  |     |     |     |     |     |     | -     |
|     | Giovanni Fossati       |     |     |     |     |     | NA  |     |     |     |     |     |     | -     |
|     | Pierluigi Massa        |     |     |     |     |     | NA  |     |     |     |     |     |     | -     |
|     | Mario Piana            |     |     |     |     |     | NA  |     |     |     |     |     |     | -     |
|     | Mario Simone Vullo     |     |     |     |     |     | NA  |     |     |     |     |     |     | -     |
|     | Angelo Scifoni         |     |     |     |     |     |     |     |     |     |     | NA  |     | -     |
| Pos | Pilota                 | CAM | MAG | MIS | VAR | MUG | LOT | ENN | ADR | MON | MUG | GIU | MOR | Punti |

| Colore  | Risultato             |
| ------- | --------------------- |
| Oro     | Vincitore             |
| Argento | 2º posto              |
| Bronzo  | 3º posto              |
| Verde   | Finito a punti        |
| Blu     | Finito senza punti    |
| Viola   | Ritirato (Rit)        |
| Viola   | Non classificato (NC) |
| Rosso   | Non qualificato (NQ)  |
| Nero    | Squalificato (SQ)     |
| Bianco  | Non partito (NP)      |
| Bianco  | Non ha gareggiato     |
| Bianco  | Infortunato (INF)     |
| Bianco  | Escluso (ES)          |
| Bianco  | Gara cancellata (C)   |